# Chactas lepturus
Espèce
Synonymes
- Chactas thorellii Karsch, 1879
- Chactas lepturus intermedius Kraepelin, 1912

Chactas lepturus est une espèce de scorpions de la famille des Chactidae.

## Distribution
Cette espèce est endémique de Colombie.

## Description
La femelle holotype mesure 42 mm.

## Publication originale
- Thorell, 1876 : Études Scorpiologiques. Atti della Societa Italiana di Scienze Naturali, vol. 19, p. 75–272 (texte intégral).